# Fissurella clenchi
Fissurella clenchi är en snäckart som beskrevs av Farfante 1943. Fissurella clenchi ingår i släktet Fissurella och familjen nyckelhålssnäckor. Inga underarter finns listade i Catalogue of Life.